# 杨知寒
杨知寒（1994年2月—），本名杨艾琳，黑龙江齐齐哈尔人，中国女作家，回族，鲁迅文学院第39届高研班学员、第26期少数民族班学员，中国作家协会会员，黑龙江作协全委会委员，上海网络作家协会理事，新东北作家群作家，毕业于浙江传媒学院，被媒体誉为“东北文艺复兴浪潮的接力书写者”。
《作茧》和《寂寞年生人》两部作品分别被黑龙江文学馆的小说专题馆与网络文学专题馆收藏。

## 生平
早年从事网络写作。2016年，毕业于浙江传媒学院广播电视编导专业。2018年，发表于2018年12期《上海文学》的小说《黄桃罐头》，是其第一次发表在刊物上的作品。2016年7月，以《作茧》获得第五届黑龙江省少数民族文学奖。2018年，加入中国作家协会。2021年1月，获得首届萧红青年文学奖。2022年7月，出版了第一本纯文学小说集《一团坚冰》。2022年8月3日，凭借《水漫蓝桥》荣获2021年人民文学奖新人奖。2022年10月，其作品《水漫蓝桥》获得首届黑龙江文艺大奖。2023年04月，短篇小说《百花杀》获得丁玲文学奖小说类新锐奖。2023年10月24日，以《一团坚冰》获得第六届宝珀理想国文学奖。2024年1月8日获第五届茅盾新人奖 （页面存档备份，存于）。

## 家庭
父亲是医生，母亲是文化工作者。